# Cymbopogon traninhensis
Cymbopogon traninhensis är en gräsart som först beskrevs av Aimée Antoinette Camus, och fick sitt nu gällande namn av Soenarko. Cymbopogon traninhensis ingår i släktet Cymbopogon, och familjen gräs. Inga underarter finns listade i Catalogue of Life.